# یسو آمالفی
یسو آمالفی مهاجم اهل برزیل است که در شهر سائوپائولو و در تاریخ ۶ دسامبر ۱۹۲۵ به دنیا آمده‌است.
یسو آمالفی در تیم‌های فوتبال سائوپائولو سابقهٔ حضور دارد.